# Laurence Sionneau
Laurence Sionneau (ur. 20 maja 1972) – francuska judoczka. Startowała w Pucharze Świata w latach 1989–1993, 1995 i 1996. Złota medalistka mistrzostw Europy w drużynie w 1993. Zdobyła cztery medale na akademickich MŚ w 1988 i 1990. Mistrzyni Francji w 1991, 1993 i 1995 roku.